# Asomtavruli
Asomtavruli (gruz. ასომთავრული) najstarije je gruzijsko pismo. Ime Asomtavruli znači "velika slova", od aso (ასო) "slovo", a mtavari (მთავარი) "glavni/glava". Poznat je i pod nazivom Mrgvlovani (gruz. მრგვლოვანი) "zaobljeni", od mrgvali (მრგვალი) "okrugli", nazvan tako zbog svojih okruglih oblika slova. Unatoč imenu, ovo je "glavno" pismo jednodomno, baš kao i moderno gruzijsko pismo, Mhedruli.
Najstariji natpisi na Asomtavruli pismu potječu iz 5. stoljeća (natpisi iz Bir el Qutta i natpisi Bolnisi).
Od 9. stoljeća počinje postati dominantno pismo Nushuri, te je umanjena uloga Asomtavrulija. Međutim, epigrafski spomenici od 10. do 18. stoljeća i dalje su pisani na Asomtavruli pismu. To je pismo, u kasnijem razdoblju, postalo dekorativnije. U većini gruzijskih rukopisa iz 9. stoljeća koji su napisani nushurijskim pismom, Asomtavruli je korišten za naslove i prva slova poglavlja. Međutim, neki rukopisi napisani u potpunosti na Asomtavruliju mogu se naći sve do 11. stoljeća.

## Oblik slova
U ranim natpisima na Asomtavruliju, slova su jednake visine. Gruzijski povjesničar i filolog Pavle Ingorokva vjeruje da je smjer Asomtavrulija, poput grčkog, u početku bio zrcalan, iako je smjer najranijih sačuvanih tekstova slijeva udesno.
U većini slova ravne crte su vodoravne ili okomite i susreću se pod pravim kutom. Jedino slovo s oštrim kutovima je Ⴟ (ჯ džani). Bilo je raznih pokušaja objašnjenja ove iznimke. Gruzijska jezikoslovka i povjesničarka umjetnosti Helen Mačavariani vjeruje da džani potječe iz Kristova monograma, sastavljenog od Ⴈ (ი ini) i Ⴕ (ქ kani). Prema gruzijskom znanstveniku Ramazu Pataridzeu, križni oblik slova džani označava kraj abecede i ima istu funkciju kao slično oblikovana feničko slovo tav (), grčko hi (Χ) i latinsko X, iako ta slova nemaju tu funkciju na feničkom, grčkom ili latinskom.
Od 7. stoljeća oblici nekih slova počeli su se mijenjati. Napuštena je jednaka visina slova, s tim da su slova dobivala uzlaznike i silaznike.
| Ⴀ ani  | Ⴁ bani  | Ⴂ gani | Ⴃ doni   | Ⴄ eni  | Ⴅ vini | Ⴆ zeni  | Ⴡ he    | Ⴇ tani | Ⴈ ini  | Ⴉ k'ani | Ⴊ lasi  | Ⴋ mani  | Ⴌ nari  | Ⴢ hie  | Ⴍ oni  | Ⴎ p'ari | Ⴏ žani | Ⴐ rae |
| Ⴑ sani | Ⴒ t'ari | Ⴣ vie  | ႭჃ Ⴓ uni | Ⴔ pari | Ⴕ kani | Ⴖ ghani | Ⴗ k'ari | Ⴘ šini | Ⴙ čini | Ⴚ cani  | Ⴛ dzili | Ⴜ c'ili | Ⴝ č'ari | Ⴞ hani | Ⴤ kari | Ⴟ džani | Ⴠ hae  | Ⴥ hoe |

## Pisanje slova
Sljedeća tablica prikazuje redoslijed poteza i smjer svakog slova Asomtavrulija: